# Киль (флейт)
«Киль» или «Кильштадт» — парусный флейт Балтийского флота Российской империи, один из пяти флейтов типа «Дагерорт». Находился в составе флота с 1725 года, использовался для перевозки грузов и пассажиров между портами Финского залива.

## Описание флейта
Парусный флейт с деревянным корпусом, один из пяти флейтов типа «Дагерорт», строившихся на Олонецкой верфи в 1725 году. Длина судна составляла 27,5 метра, ширина — 7,3 метра, а глубина интрюма — 3,4 метра.

## История службы
Флейт «Киль» был заложен на стапеле Олонецкой верфи и после спуска на воду в 1725 году вошёл в состав Балтийского флота России. Строительство флейта вёл кораблестроитель В. Фогель.
В кампанию 1726 года использовался в качестве грузового судна на сообщении между портами Финского залива.
Весной 1727 года совершил плавание из Кронштадта в Стокгольм, а с июля по сентябрь того же года входил в состав отряда вице-адмирала Н. А. Сенявина, который доставил в Киль цесаревну Анну Петровну и герцога К. Ф. Гольштейн-Готторпского. В августе того же года также заходил в Ригу.
В 1728 году вновь использовался для перевозки грузов между портами Финского залива.
11 (22) мая 1729 года вышел из Кронштадта в составе отряда под командованием капитана 2-го ранга Д. С. Калмыкова для перехода к острову Кильдюин и далее в Архангельск. Однако во время перехода у берегов Норвегии на флейте открылась течь и он был вынужден отделиться от отряда и уйти в Берген. 11 (22) августа судно вернулось из Бергена в Кронштадт.
В 1730 году состоял на грузовом сообщении между портами Финского залива. 26 мая (6 июня) флейт вышел из Ревельской гавани и встал на якорь, а на следующий день 27 мая (7 июня) ушёл в море.
В кампанию 1731 года с июня по октябрь в составе кронштадтской эскадры кораблей Балтийского флота вновь совершал плавание в Киль.
В 1732 год также использовался для перевозки грузов между портами Финского залива.

## Командиры судна
Командирами флейта «Киль» в составе российского флота в разное время служили:
- лейтенант Василий Чеботаев (1727 год)[6];
- лейтенант И. Г. Черевин (1729 год)[8];
- шкипер Дорт или Дорн[комм. 2] (1730—1732 годы)[15].

### Комментарии
1. ↑  Всего в рамках серии было построено 5 флейтов: «Дагерорт», «Дубки», «Екатерингоф», «Киль» и «Эзель»[1].
2. ↑  В справочнике А. А. Чернышёва «Российский парусный флот» командиром флейта с 1730 по 1732 год указывается Дорт[11], в «Материалах для истории русского флота» Ф. Ф. Веселаго — в кампанию 1730 года шкипер Дортн[9], 1731 года — шкипер Дорт[14], а 1732 года — шкипер Дорн[13].